# Nižněudinsk
Nižněudinsk (rusky Нижнеудинск) je město v Irkutské oblasti v Ruské federaci. Při sčítání lidu v roce 2010 mělo bezmála sedmatřicet tisíc obyvatel.

## Poloha
Nižněudinsk leží v severním předhůří Východního Sajanu na řece Čuně, zdrojnici Tasejevy v povodí Jeniseje. Od Irkutsku, správního střediska celé oblasti, je Nižněudinsk vzdálen 500 kilometrů na severozápad.

### Doprava
Přes Nižněudinsk vede Transsibiřská magistrála (leží na 4678. kilometru od Moskvy) a dálnice R255 z Novosibirsku do Irkutsku.

## Dějiny
Nižněudinsk založili Kozáci v roce 1648 pod jménem Pokrovskij gorodok (Покровский городок). Městem se stal v roce 1783, kdy byl přejmenován na Nižněudinsk. Jméno je odvozené od řeky Udy a na rozlišení (Nižně- znamená zhruba Dolní) od Verchněudinsku (tj. Horního Udinsku) – tak se v té době jmenovalo Ulan-Ude, hlavní město Burjatska.